# ژانگ ژهان
ژانگ ژهان (چینی ساده: 张哲瀚؛ انگلیسی: Zhang Zhehan؛ زادهٔ ۱۱ مه ۱۹۹۱) بازیگر و خواننده اهل چین است. اولین نقش اصلی او در سریال چینی افسانهٔ بان شو (۲۰۱۵) در نقش وی یینگ بود و از آن زمان در سریال‌ها و فیلم‌های مختلفی بازی کرده‌است.

## اوایل زندگی
ژانگ ژهان زادهٔ شینیو، جیانگشی، چین در ۱۱ مه ۱۹۹۱ است. او از آکادمی تئاتر شانگهای فارغ‌التحصیل شده‌است.